# NPVF
NPVF (англ. Neuropeptide VF precursor) – білок, який кодується однойменним геном, розташованим у людей на 7-й хромосомі. Довжина поліпептидного ланцюга білка становить 196 амінокислот, а молекулярна маса — 22 309.
| 10         |  | 20         |  | 30         |  | 40         |  | 50         |
| ---------- |  | ---------- |  | ---------- |  | ---------- |  | ---------- |
| MEIISSKLFI |  | LLTLATSSLL |  | TSNIFCADEL |  | VISNLHSKEN |  | YDKYSEPRGY |
| PKGERSLNFE |  | ELKDWGPKNV |  | IKMSTPAVNK |  | MPHSFANLPL |  | RFGRNVQEER |
| SAGATANLPL |  | RSGRNMEVSL |  | VRRVPNLPQR |  | FGRTTTAKSV |  | CRMLSDLCQG |
| SMHSPCANDL |  | FYSMTCQHQE |  | IQNPDQKQSR |  | RLLFKKIDDA |  | ELKQEK     |

A: Аланін

C: Цистеїн

D: Аспарагінова кислота

E: Глутамінова кислота

F: Фенілаланін

G: Гліцин

H: Гістидин

I: Ізолейцин

K: Лізин

L: Лейцин

M: Метіонін

N: Аспарагін

P: Пролін

Q: Глутамін

R: Аргінін

S: Серин

T: Треонін

V: Валін

W: Триптофан

Задіяний у такому біологічному процесі, як альтернативний сплайсинг. 
Секретований назовні.